# Tiffany Taylor (actriz porno)
Tiffany Taylor (Los Ángeles, California; 6 de diciembre de 1980) es una actriz pornográfica estadounidense.

## Biografía
Tiffany Taylor nació en Los Ángeles, California (USA) de padre francés y madre pakistaní. Tiffany es trilingüe, puede hablar inglés, francés así como español. Fue una de las cuatro finalistas del programa de televisión, Jenna's American Sex Star donde Brea Bennett logró hacerse con la victoria, alcanzando el título "American Sex Star".
El 25 de mayo de 2006, Vivid Entertainment anunció su fichaje.
En abril de 2007, poco antes de la conclusión del contrato de un año firmado con Vivid, anunció su voluntad de dejar la industria del porno. Tras ello, se fue a vivir a South Beach (Miami Beach), y se matriculó en la Universidad de Florida para retomar sus estudios.